# Gvendolina, kdo je bil?
»Gvendolina, kdo je bil?« je skladba in single skupine Srce iz leta 1972, izdan pri založbi Helidon. Avtor glasbe je Janez Bončina, avtor besedila pa je Dušan Velkaverh.
Leta 2000 je bila skladba uvrščena na 98. mesto Seznama 100 najboljših jugoslovanskih rock skladb po izboru revije Rock Express.

## Sodelujoči

### Produkcija
- Janez Bončina – glasba
- Dušan Velkaverh – besedilo
- Srce (skupina) – aranžma, producent

### Studijska izvedba
- Janez Bončina – solo vokal, akustična kitara
- Marjan Malikovič – vokal, solo kitara
- Braco Doblekar – konge, vokal
- Čarli Novak – bas kitara
- Pavle Ristič – bobni
- Dečo Žgur – električni klavir

## Mala plošča
7" vinilka (1972)
- »Gvendolina, kdo je bil?« (A-stran) – 5:14
- »Zlata obala« (B-stran) – 3:25